# Mickaël Poté
Mickaël Poté (Lyon, Francia, 24 de septiembre de 1984) es un exfutbolista beninés que jugaba de delantero.

## Selección nacional
Fue internacional con la selección de fútbol de Benín, con la que jugó 68 partidos y anotó 9 goles.

### Participaciones internacionales
| Copa                           | Sede   | Resultado        |
| ------------------------------ | ------ | ---------------- |
| Copa Africana de Naciones 2010 | Angola | Primera fase     |
| Copa Africana de Naciones 2019 | Egipto | Cuartos de final |

## Clubes
| Club                   | País             | Año       |
| ---------------------- | ---------------- | --------- |
| Grenoble Foot          | Francia          | 2003-2004 |
| A. S. Cannes           | Francia          | 2004-2007 |
| Clermont Foot          | Francia          | 2007-2009 |
| O. G. C. Niza          | Francia          | 2009-2010 |
| Le Mans F. C.          | Francia          | 2011      |
| Dinamo Dresde          | Alemania         | 2011-2014 |
| A. C. Omonia Nicosia   | Chipre           | 2014-2015 |
| Adana Demirspor        | Turquía          | 2015-2017 |
| APOEL de Nicosia       | Chipre           | 2017-2018 |
| Adana Demirspor        | Turquía          | 2018-2019 |
| BB Erzurumspor         | Turquía          | 2019-2020 |
| Bandırmaspor           | Turquía          | 2020-2021 |
| Menemenspor            | Turquía          | 2021      |
| Mağusa Türk Gücü S. K. | Chipre del Norte | 2022-2023 |
| Karsıyaka Anamur S. K. | Chipre del Norte | 2023-2024 |

## Palmarés

### Títulos
| Título                     | Club             | País   | Año  |
| -------------------------- | ---------------- | ------ | ---- |
| Primera División de Chipre | APOEL de Nicosia | Chipre | 2018 |